# کاشفان فروتن شوکران ۱
کاشفان فروتن شوکران ۱ نام آلبومی است از شعرهای احمد شاملو که با دکلمه‌ی خود او و موسیقی فریدون شهبازیان در سال ۱۳۵۹ توسط کانون فرهنگی‌هنری نی‌داوود منتشر شد. این مجموعه در برگیرنده‌ی اشعار سیاسی و اجتماعی شاملو است که غالباً برای زندانیان و اعدامیان حکومت پهلوی سروده شده است.
این آلبوم در سال ۱۳۹۵ در قالب سی‌دی بازنشر شد. 

## فهرست آهنگ‌ها
| ردیف | آهنگ                | زمان  |
| ۱    | از مرگ              | ۰۴:۱۸ |
| ۲    | کیفر                | ۰۳:۳۷ |
| ۳    | از زخم قلب آبائی    | ۰۳:۳۹ |
| ۴    | مرگ وارطان          | ۰۲:۰۳ |
| ۵    | عشق عمومی           | ۰۲:۳۰ |
| ۶    | ساعت اعدام          | ۰۱:۲۰ |
| ۷    | از عموهایت          | ۰۲:۴۲ |
| ۸    | مرثیه               | ۰۴:۰۹ |
| ۹    | خطابه تدفین         | ۰۲:۰۶ |
| ۱۰   | با چشم‌ها            | ۰۴:۳۸ |
| ۱۱   | شبانه ۱             | ۰۱:۳۲ |
| ۱۲   | شبانه ۲             | ۰۰:۵۸ |
| ۱۳   | سرود ابراهیم در آتش | ۰۳:۵۷ |
| ۱۴   | میلاد               | ۰۲:۴۸ |
| ۱۵   | شکاف                | ۰۱:۴۲ |
| ۱۶   | من مرگ را...        | ۰۲:۲۳ |
| ۱۷   | عاشقانه             | ۰۳:۲۵ |